# برينت هوف
برينت هوف (بالإنجليزية: Brent Huff)‏ هو كاتب سيناريو وعارض ومخرج وممثل أمريكي، ولد في 11 مارس 1961 في سبرينغفيلد في الولايات المتحدة.

## أعمال

### أفلام
- (1989) بورن تو فايت
- (2002) قاعدة المئة ميل
- (2014) الوردة السوداء

### مسلسلات
- إن سي آي إس
- جاغ
- كولد كيس

## وصلات خارجية
- الموقع الرسمي
- برينت هوف على موقع IMDb (الإنجليزية)
- برينت هوف على موقع ألو سيني (الفرنسية)
- برينت هوف على موقع أول موفي (الإنجليزية)
- برينت هوف على موقع قاعدة بيانات الأفلام السويدية (السويدية)
- برينت هوف على موقع قاعدة بيانات الفيلم (الإنجليزية)
- برينت هوف على موقع كينوبويسك (الروسية)